# Sandro Häsler
Sandro Häsler (* 5. August 1966 in Interlaken) ist ein Schweizer Jazzmusiker (Trompete, auch Flügelhorn).

## Leben und Wirken
Häsler wuchs in Bönigen auf und musizierte als Kind mit seinen Brüdern Armin und Rolf. Nach der Matura studierte er am Konservatorium Bern und von 1989 bis 1993 an der Swiss Jazz School bei Bert Joris. In Workshops bei Jazz-Grössen wie Wynton Marsalis und Arturo Sandoval bildete er sich weiter.
In den letzten Jahren gab Häsler Konzerte in verschiedenen Ensembles und unterschiedlichen Stilrichtungen. So ist er Gründer und Leiter der Sinatra Tribute Band, mit der auch Alben entstanden. Langjährig spielt er als Trompeter im Swiss Jazz Orchestra (Album «Tanzendes Licht & Trimorphum» mit Markus Stockhausen, 2008) und gehört zur Steamboat Rats Jazzband, mit der zahlreiche Tonträger entstanden. Er ist auch auf Alben mit dem Swiss Brass Consort sowie mit Martin Streule zu hören, mit dem er 2003 den ZKB Jazzpreis erhielt. Gemeinsam mit seinem Bruder, dem Saxophonisten Rolf Häsler, gründete er die Second Line Big Band. Weiterhin trat er mit Clark Terry, Margie Evans und mit dem Hilliard Ensemble auf und ist an der Tudor-Aufnahme des Musicals «Die kleine Niederdorfoper» von Paul Burkhard und Walter Lesch in der Neufassung von Werner Wollenberger und Max Rüeger beteiligt.
Häsler ist Dozent an der Hochschule der Künste Bern und Schulleiter der Musikschule Oberland Ost.